# Чебаркуль (Башкортостан)
Чебарку́ль (баш. Сыбаркүл) — деревня в Салаватском районе Республики Башкортостан Российской Федерации. Входит в состав Лагеревского сельсовета.

## География

### Географическое положение
Расстояние до:
- районного центра (Малояз): 23 км,
- центра сельсовета (Лагерево): 6 км,
- ближайшей ж/д станции (Мурсалимкино): 34 км.

## Население
| 2002 | 2009 | 2010 |
| ---- | ---- | ---- |
| 225  | ↘213 | ↗214 |

Национальный состав
Согласно переписи 2002 года, преобладающая национальность — башкиры (94 %).

## Религия
В деревне есть мечеть.